# Blok's Restaurant
Blok's Restaurant was een restaurant gevestigd in Amersfoort, Nederland. Het restaurant voerde van 2013 tot 2019 een Michelinster. Blok's had een Bib Gourmand in de periode 2007-2012. Het plotselinge verlies van de Bib in 2012 was een ernstige schok voor het bedrijf en men begreep er niets van. Drie weken later kreeg het restaurant een Michelinster toegekend.
In 2015 kende de GaultMillau het restaurant 15 van de maximaal 20 punten toe.
Marco Blok was de eigenaar en chef-kok.
Het restaurant sloot in 2019. Blok ging in 2020 op dezelfde locatie verder met een nieuw restaurant genaamd MEI.

## Onderscheidingen en prijzen
- Bib Gourmand: 2007-2012
- Michelinster: 2013-heden
- Winnaar Proef Amersfoort: 2006, 2008[12]